# دلمار (ألاباما)
دلمار (بالإنجليزية: Delmar, Alabama)‏ هي مدينة تقع في مقاطعة وينستون (ألاباما) بولاية ألاباما في الولايات المتحدة. تبلغ مساحتها (كم²)، وترتفع عن سطح البحر م، بلغ عدد سكانها نسمة في عام 2000 حسب إحصاء مكتب تعداد الولايات المتحدة .